# Volvo FE

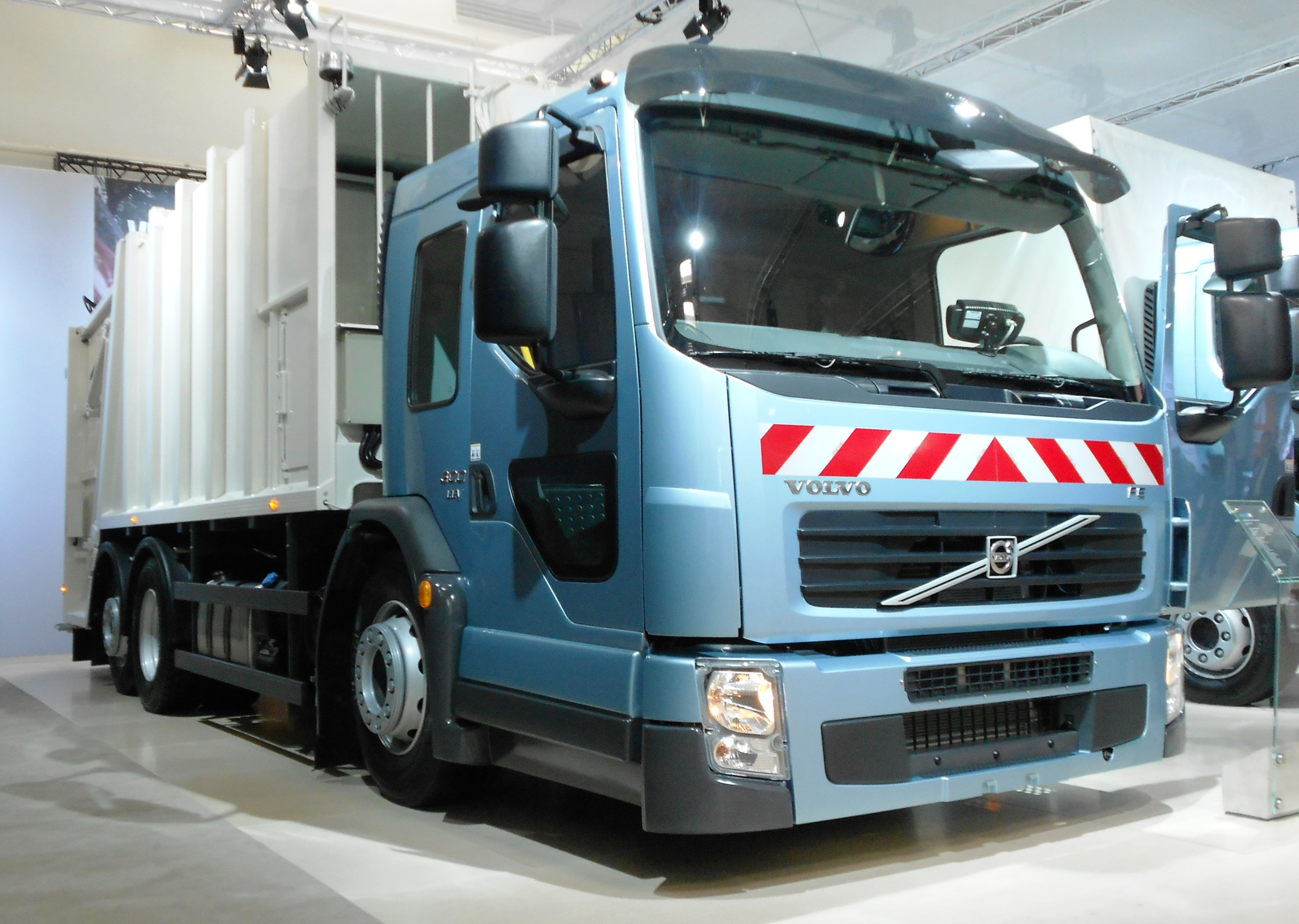
Volvo FE 6x2 Müllfahrzeug

Der Volvo FE ist ein Verteiler- und Regionalverkehr LKW von Volvo Trucks der auf dem Volvo FL basiert. Der FE hat jedoch eine höhere Nutzlast als der FL. Er wird als 18- bis 19-Tonner, 22- bis 26-Tonner und in der 26-Tonnen-Ausführung produziert und soll auch eine billigere und leichtere Alternative zum Volvo FM darstellen. Die 7,2-Liter Reihensechszylindermotoren der Baureihe D7F sind mit 175, 190, 220 und 250 kW verfügbar. Obwohl der FE für Kurzstrecken entwickelt wurde, ist er neben dem kurzen Fahrerhaus auch als mittlere und lange Version mit Schlafmöglichkeit lieferbar. Das Fahrerhaus teilt sich der Volvo FE mit dem Renault Midlum bzw. mit dem Renault Premium.

## Aufbau
Den Aufbau des LKW gibt es in zwei Varianten, für den allgemeinen Vertrieb und als Leichtnutzfahrzeug. Die Federung wird in zwei Stufen angeboten, einmal eine volle Luftfederung oder eine Frontparabelfedung und eine Luftfederung für hinten oder hinten eine S-Parabelfederung. Das Differentialgetriebe wird zudem mit verschiedenen Sperrverhältnissen angeboten, so gibt es 4x2, 6x2 und 6x4 als Auswahl.

## Hybridversion
In der Volvo FE Hybridversion arbeitet ein 120 kW Elektromotor und ein sieben Liter Dieselmotor mit "Stopp-and-go" sowie einem Shiftgetriebe. Der Elektromotor beschleunigt den LKW dabei bis 20 km/h und schaltet erst bei schnellerer Fahrt den Dieselmotor zu. Durch Bremskraft werden die Batterien wieder geladen und beim Stillstand der Dieselmotor abgeschaltet. Die Hybridversion wird mit Stand Mai 2023 vom Hersteller nicht mehr angeboten.

## Volvo FE Electric
Die batterieelektrische Version des Volvo FE wird von 2 Elektromotoren über ein 2-Gang-Getriebe angetrieben. Mit 260 kW Dauerleistung erreicht er ein Gesamtzuggewicht von maximal 27 Tonnen. Die Ladezeiten für eine vollständige Aufladung betragen bei Gleichstrom mit 150 kW etwa 2 Stunden und bei Wechselstrom mit 22 kW etwa 11 Stunden. Die Batteriekapazität wird mit 200 bis 265 kWh bei 3 oder 4 Batterien angegeben.